# Jacky Hutteau
Jacky Hutteau (Draveil, 17 de mayo de 1949) fue un piloto de motociclismo francés que compitió en el Campeonato del Mundo de Motociclismo desde 1972 hasta 1987.

## Biografía
Especializado en pequeñas cilindradas, Jacky Hutteau, hace su debut en la prueba de su país del Campeonato del Mundo de Motociclismo en 1972. No sería hasta 1972 cuando dejan ella y su mujer dejan su trabajo para dedicarse enteramente al Mundial. En la carrera de 50cc del Gran Premio de Alemania de 1977. Sus mejores años fueron en 1979 y 1980 en donde anotaría puntos prácticamente en cada carrera, terminó dos veces al pie del podio y acabaría octavo en 1978 y noveno en 1979 en la clasificación general. Seguiría hasta 1987 sin éxitos destacables.
Aparte de esto, ganó dos veces el título de campeón de la categoría de velocidad de Francia 50cc en 1979 y 1980. También compitió en el emergente Campeonato de Europa, terminando séptimo en 1982, décimo en 1983 y 27.º en 1987.
Una vez retirado, acepta un puesto como gerente de paddock y Moto Manager en el Paris Competition Show. Diez años después, Elf se pone en contacto con él para representar al grupo en los circuitos y, después de esto, se convierte en asesor técnico de combustibles y lubricantes Elf antes de unirse a Eurosport como consultor y comentarista.

## Resultados en el Campeonato del Mundo
Sistema de puntuación desde 1969 hasta 1987:
| Posición | 1.º | 2.º | 3.º | 4.º | 5.º | 6.º | 7.º | 8.º | 9.º | 10.º |
| Puntos   | 15  | 12  | 10  | 8   | 6   | 5   | 4   | 3   | 2   | 1    |

### Carreras por año
(Carreras en negrita indica pole position, carreras en cursiva indica vuelta rápida)
| Año  | Cat.  | Moto         | 1       | 2       | 3       | 4       | 5       | 6       | 7       | 8       | 9      | 10      | 11      | 12      | 13      | Pts. | Pos. |
| ---- | ----- | ------------ | ------- | ------- | ------- | ------- | ------- | ------- | ------- | ------- | ------ | ------- | ------- | ------- | ------- | ---- | ---- |
| 1972 | 350cc | Aermacchi    | ALE -   | FRA Ret | AUT -   | NAC -   | IDM -   | YUG -   | NED -   |         | RDA -  | CHE -   | SUE -   | FIN -   | ESP -   | 0    | -    |
| 1974 | 125cc | Yamaha       | FRA 19  | GER -   | AUT -   | NAT -   |         | NED -   | BEL -   | SWE -   | FIN -  | TCH -   | YUG -   | ESP -   |         | 0    | -    |
| 1975 | 125cc | Yam-Smac     | FRA 20  | ESP -   | AUT -   | GER -   | NAT -   |         | NED -   | BEL -   |        | SWE -   |         | CZE -   | YUG -   | 0    | -    |
| 1976 | 50cc  | ABF          | FRA 11  |         | NAT -   | YUG -   |         | NED -   | BEL -   | SWE -   | FIN -  |         | GER 16  | ESP -   |         | 0    | -    |
| 1977 | 50cc  | ABF          |         |         | ALE 10  | NAC -   | ESP -   |         | YUG -   | NED DNS | BEL -  | SUE -   |         |         |         | 1    | 28.º |
| 1977 | 125cc | Morbidelli   | VEN -   | AUT -   | ALE -   | NAC -   | ESP Ret | FRA Ret | YUG -   | NED -   | BEL -  | SUE -   | FIN 15  | GBR Ret |         | 0    | -    |
| 1978 | 50cc  | Kreidler/ABF |         | ESP 12  |         |         | NAT Ret | NED 10  | BEL 11  |         |        |         | GER Ret | CZE -   | YUG -   | 1    | 27.º |
| 1978 | 125cc | Morbidelli   | VEN -   | ESP Ret | AUT -   | FRA 17  | NAT -   | NED -   | BEL Ret | SWE -   | FIN -  | GBR -   | GER Ret |         | YUG -   | 0    | -    |
| 1979 | 50cc  | ABF          |         |         | GER 10  | NAT Ret | ESP 13  | YUG 7   | NED 7   | BEL 4   |        |         |         | FRA 6   |         | 22   | 8.º  |
| 1980 | 50cc  | Bultaco      | NAT 6   | ESP 7   |         | YUG 4   | NED 11  | BEL 10  |         |         |        | GER Ret |         |         |         | 18   | 9.º  |
| 1981 | 50cc  | Afam         |         |         | GER -   | NAT -   |         | ESP DNQ | YUG -   | NED -   | BEL -  | RSM -   |         |         | CZE -   | 0    | -    |
| 1981 | 125cc | Afam         | ARG -   | AUT Ret | GER 13  | NAT DNQ | FRA 18  | ESP -   | YUG Ret | NED DNQ |        | RSM 18  | GBR 17  | FIN Ret | SWE DNQ | 0    | -    |
| 1982 | 125cc | MBA          | ARG -   | AUT -   | FRA 12  | ESP 15  | NAT 16  | NED 16  | BEL 20  | YUG Ret | GBR 28 | SWE 15  | FIN -   | CZE Ret |         | 0    | -    |
| 1983 | 125cc | MBA          | FRA DNQ | NAT 22  | GER -   | ESP 17  | AUT 17  | YUG 10  | NED 20  | BEL 22  | GBR -  | SWE Ret | SMR 12  |         |         | 1    | 27.º |
| 1984 | 125cc | MBA          |         | NAT -   | ESP -   |         | GER -   | FRA -   |         | NED -   | BEL -  | GBR 10  | SWE -   | RSM -   |         | 1    | 23.º |
| 1985 | 125cc | MBA          |         | ESP 17  | GER 22  | NAT 9   | AUT 13  |         | NED 11  | BEL 16  | FRA 17 | GBR 26  | SWE Ret | RSM 17  |         | 2    | 24.º |
| 1986 | 125cc | MBA          | ESP 14  | NAT 16  | GER 22  | AUT Ret |         | NED Ret | BEL Ret | FRA 16  | GBR 13 | SWE Ret | RSM 12  | BWU Ret |         | 0    | -    |
| 1987 | 125cc | MBA          |         | SPA 19  | GER DNQ | NAT 17  | AUT DNQ |         | FRA Ret |         | GBR 17 | SWE 20  | CZE 15  | RSM 20  | POR 22  | 0    | -    |